# Brăești (Botoșani)
Pour les articles homonymes, voir Brăești.
Brăești est une commune du județ de Botoșani en Roumanie.